# Maragogipe
Maragogipe là một đô thị thuộc bang Bahia, Brasil. Đô thị này có diện tích 436,072 km², dân số năm 2007 là 41411 người, mật độ 94,96 người/km².